# سولیانو کاوور
سولیانو کاوور (به ایتالیایی: Sogliano Cavour) یک کومونه در ایتالیا است که در استان لچه واقع شده‌است. سولیانو کاوور ۵ کیلومتر مربع مساحت و ۴٬۱۵۱ نفر جمعیت دارد و ۷۵ متر بالاتر از سطح دریا واقع شده‌است.